# Laugar
Laugar ist der Hauptort der isländischen Gemeinde Þingeyjarsveit in der Region Norðurland eystra im Norden Islands. Am 1. Januar 2023 hatte der Ort 107 Einwohner. 

## Geografie
Laugar liegt südlich des Vestmannsvatn im Reykjadalur. Durch den Ort fließt die Reykjadalsá. Östlich liegt der Berg Hvítafell, an den sich südlich die Laxárdalsheiði anschließt. 

## Wirtschaft und Infrastruktur
Der Ort verfügt über Gästehäuser, Schulen, einen Sportplatz (mit dem Stadion Laugavöllur) und ein Schwimmbad.
Überregional bekannt ist die Framhaldsskólinn á Laugum, eine Internatsschule, sowie das Chinesisch-Isländische Arktisobservatorium, eine gemeinsame Einrichtung des Chinesischen Polarforschungszentrums mit dem Isländischen Forschungszentrum (Rannsóknamiðstöð Íslands, Rannís).

## Verkehr

Das Fernbusnetz Straetos

Der Ort liegt am Hringvegur, Islands wichtigster Verkehrsader.
Laugar liegt an den Regionalbuslinien 56 und 79 der Straeto.